# Sociedad Lineana Sueca

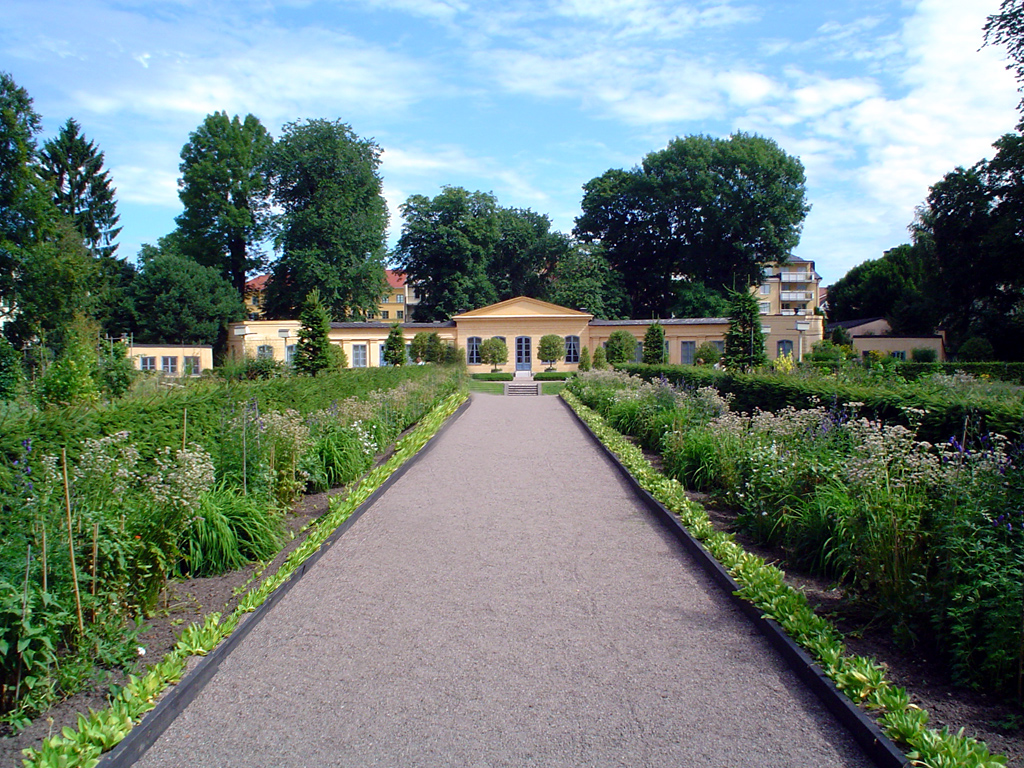
Foto del Jardín CarlvonLinne.

La Sociedad linneana sueca (en sueco: Svenska Linnésällskapet) es una Sociedad científica dedicada al estudio del naturalista del siglo XVIII Carlos Linneo. 
Fue fundada en una reunión que tuvo lugar en Hammarby, la casa de campo de Linnaeus en las afueras de Uppsala, el 23 de mayo de 1917, el 210.º cumpleaños de Carl Linnaeus. 
En 1918 asumió el control del jardín botánico viejo en Uppsala y a partir de 1918 y hasta 1923 lo restauraron según los propios planos de Linneo y especificaciones en su trabajo publicado Hortus Upsaliensis de 1745. Para el cuidado del jardín fue asumida su administración por la universidad de Uppsala en 1977. La sociedad todavía administra el museo de Linneo ubicado en la casa de campo del siglo XVII adyacente al jardín, en donde Linneo vivió una vez. 
El anuario de la sociedad, Svenska Linnésällskapets Årsskrift se ha publicado desde 1918. Además, han reeditado algo de las obras originales de Linneo. En cooperación con, entre otros, la Real Academia de Ciencias de Suecia, la Universidad de Uppsala y Sociedad linneana de Londres, la sociedad está implicada en la publicación digital de la correspondencia de Linneo.